# Yvonita
La yvonita és un mineral de la classe dels arsenats, que pertany al grup de la krautita. Rep el seu nom de Klaus Yvon (1943), professor de cristal·lografia de la Universitat de Ginebra, a Suïssa.

## Característiques
La yvonita és un arsenat de fórmula química Cu(HAsO₄)·2H₂O. Va ser aprovada com a espècie vàlida per l'Associació Mineralògica Internacional l'any 1995. Cristal·litza en el sistema triclínic. Es troba en forma de cristalls de fins a 0,15 mm, allargats al llarg de [001], aplanats en {010}, amb prominent {100} i {010}, en esférules radials i agregats. La seva duresa a l'escala de Mohs es troba entre 3,5 i 4.
Segons la classificació de Nickel-Strunz, la yvonita pertany a «08.CB - Fosfats sense anions addicionals, amb H₂O, només amb cations de mida mitjana, RO₄:H₂O = 1:1» juntament amb els següents minerals: serrabrancaïta, hureaulita, sainfeldita, vil·lyael·lenita, nyholmita, miguelromeroïta, fluckita, krautita, cobaltkoritnigita, koritnigita, geminita, schubnelita, radovanita, kazakhstanita, kolovratita, irhtemita i burgessita.

## Formació i jaciments
Va ser descoberta a la mina Salsigne, a Salsigne, Mas-Cabardès, Carcassona (Languedoc-Roussillon, França). També ha estat trobada a la mina Cap Garonne, a Le Pradet (Provença – Alps – Costa Blava, França) i a Jáchymov (Bohèmia, República Txeca). Sol trobar-se associada a altres minerals com: geminita, lindackerita, arsenopirita, bismut natiu, calcopirita i pushcharovskita.